# Fushan Xinqu
Fushan Xinqu (kinesiska: 浮山新区街道, 浮山新区) är en socken i Kina. Den ligger i provinsen Shandong, i den östra delen av landet, omkring 310 kilometer öster om provinshuvudstaden Jinan. Antalet invånare är 43 399. Befolkningen består av 22 351 kvinnor och 21 048 män. Barn under 15 år utgör 11,0 %, vuxna 15-64 år 75 %, och äldre över 65 år 12,0 %.
Genomsnittlig årsnederbörd är 771 millimeter. Den regnigaste månaden är juli, med i genomsnitt 247 mm nederbörd, och den torraste är januari, med 12 mm nederbörd.